# Makedon
Makedon (altgriechisch Μακεδών Makedṓn, poetisch auch Μακηδών Makēdṓn) ist in der griechischen Mythologie der eponyme Heros Makedoniens und der Makedonen.
Laut Pseudo-Skymnos war er γηγενής gēgenḗs, das heißt „erdgeboren“ und somit elternlos. Strabon weiß lediglich zu berichten, dass er ein alter Führer in der Landschaft Emathia war, die nach ihm ihren Namen Makedonien erhielt. In der Mythologie wird er mit verschiedenen Elternpaaren in Verbindung gebracht und hat je nachdem selbst unterschiedliche Söhne, die ihrerseits als Stadtgründer (Oikistes) oder eponyme Heroen auftreten.
So galt er bereits bei Hesiod als Sohn des Zeus und der Deukaliontochter Thyia. Sein Bruder aus dieser Verbindung war Magnes und beide lebten in der Gegend von Pieria und Olymp. In einem Scholion zu Homer werden als seine Söhne Amathos und Pieros genannt, während Stephanos von Byzanz als Söhne die Stadtgründer Beres – hierin dem Historiker Theagenes aus dem 2. Jahrhundert v. Chr. folgend –, Atintan, Europos und Oropos kennt.
Bei Hellanikos von Lesbos war Makedon einer der Söhne des Aiolos und somit Urenkel des Deukalion. Es ist die am weitesten in die Vorgeschichte Griechenlands zurückgreifende Mitteilung, die von Hellanikos erhalten ist. Vielleicht auf die Genealogie des Hellanikos zurückgehend, wird bei Pausanias auch dessen Bruder zu einem Sohn des Aiolos.
Aelian und Stephanos von Byzanz kennen auch eine Abstammung von dem an Söhnen überaus reichen Lykaon, unter dessen Söhnen in der Bibliotheke des Apollodor hingegen ein Makednos überliefert wird, während im Scholion zu Dionysios Periegetes aus Lykaon Aiakos wurde. Bei Aelian ist Makedon der Vater des Pindos, Namensgeber entweder für den gleichnamigen Fluss oder das Pindos-Gebirge.
Mit Lykaon, dem Wolfsmenschen, lässt sich eine weitere Variante der Mythen um Makedon verbinden. Laut Diodor war Makedon der Sohn des Osiris, der ihn in Makedonien als Herrscher zurückließ. Sein Bruder war Anubis, der ein Hundefell trug, während Makedons Oberkörper von der Gestalt eines Wolfes war. Makedon entsprach in dieser Tradition dem im ägyptischen Lykopolis von den Griechen als Ophois verehrten Wepwawet, dem ägyptischen Kriegs- und Totengott.